# Cornelis Kruys

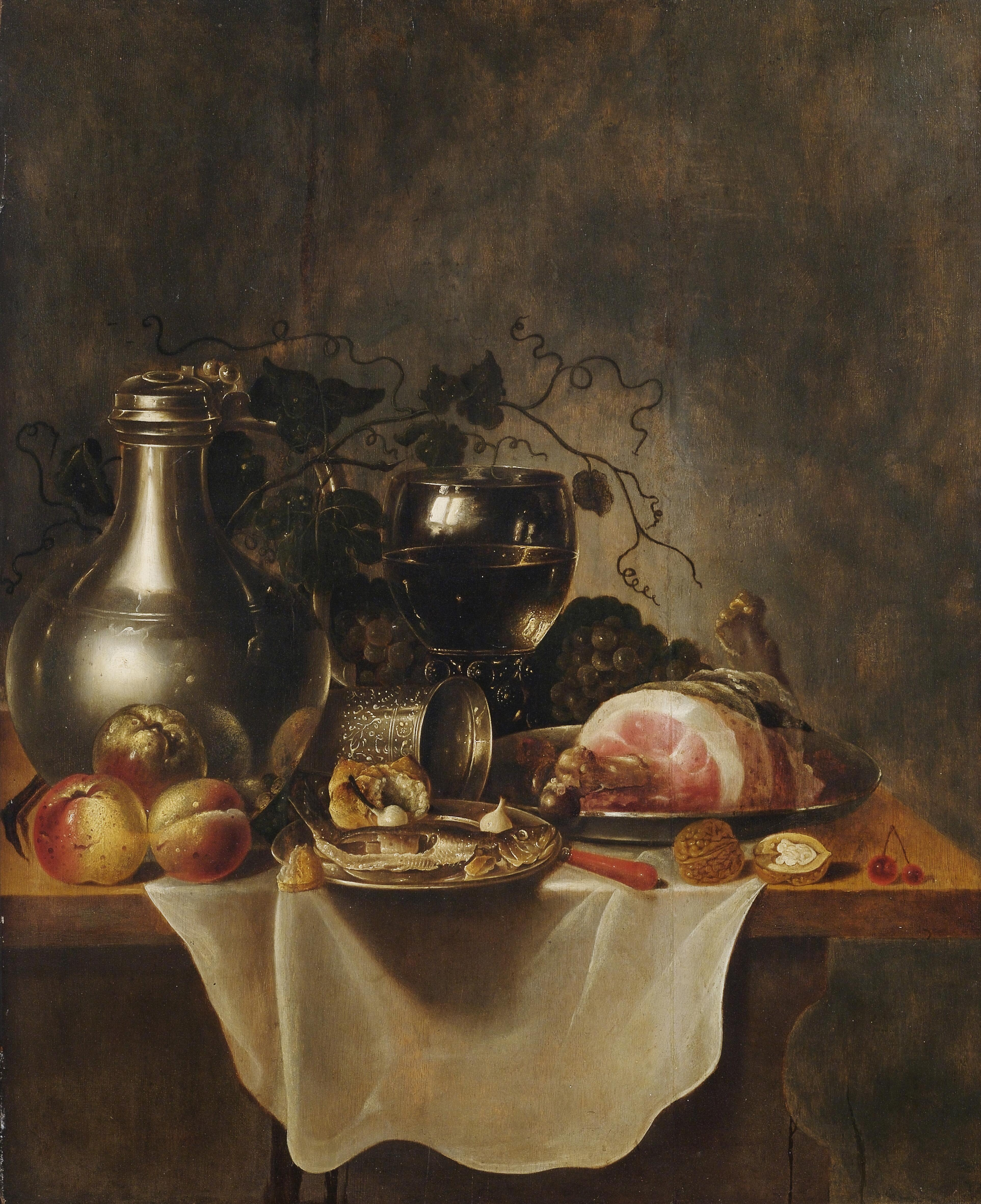
Naturaleza muerta con jarra de peltre, copa roemer y jamón, óleo sobre tabla, 98 x 78 cm, Madrid, Soraya Cartategui

Cornelis Kruys o Cruys (Haarlem, c. 1619/1620 – Schiedam, 1660) fue un pintor barroco neerlandés, especializado en la pintura de bodegones.  
Nacido probablemente en Haarlem donde en 1644 se registró como miembro del gremio de San Lucas, en 1649 se estableció en Leiden, según acredita su inscripción en el gremio de pintores de esta localidad en esa fecha, y después de abril de 1651 se trasladó a Schiedam donde murió en 1654.
Falto de obras firmadas, se relacionan con Cornelis Kruys un conjunto de bodegones «monócromos» a la manera de Willem Heda y Pieter Claesz., con quienes compartió también las composiciones y los objetos elegidos para formar parte de ellas, de tal forma que algunas de las obras relacionadas con Kruys han sido indistintamente atribuidas también a Pieter Claesz.